# Puig Ventós (Tavertet)
El Puig Ventós és una muntanya de 1.127 metres que es troba al municipi de Tavertet, a la comarca d'Osona.